# Virágospatak
Virágospatak (románul: Floroaia) falu Romániában, Kovászna megyében. 1925 óta Bodzaforduló része.

## Etnikai összetétele
2002-ben 1273 lakosa volt, ebből 1272 román, 1 magyar.